# Amphipoea albilunata
Amphipoea albilunata là một loài bướm đêm trong họ Noctuidae.